# Stanislav Šuškevič
Stanislav Stanislavovič Šuškevič (rusky Станислав Станиславович Шушкевич, bělorusky Станіслаў Станіслававіч Шушкевіч, Stanislaŭ Stanislavavič Šuškevič; 15. prosince 1934 Minsk – 3. května 2022 Minsk) byl běloruský vědec a politik, poslanec Nejvyššího sovětu Komunistické strany Běloruska, člen a dopisovatel Národní akademie věd, jeden z prvních občanů Běloruska, který se zasloužil o zisk nezávislosti této země. Byl jedním ze signatářů úmluvy o rozpuštění Svazu sovětských socialistických republik a stál u zrodu Společenství nezávislých států. V letech 1991–1994 byl předsedou běloruského Nejvyššího sovětu a tedy první hlavou státu nezávislého Běloruska.
Z jara 2022 onemocněl covidem-19 a dvakrát byl hospitalizován. Zemřel 3. května 2022 na následky prodělaného onemocnění.